# Drigum Tenpo
Drigum Tenpo także Drigum Tsenpo, tybet. གྲི་གུམ་བཙན་པོ, Wylie gri gum btsan po, ZWPY: dri gum tsenpo (daty urodzenia i śmierci oraz panowania nieznane) – ósmy król (canpo) Tybetu z dynastii z Jarlungu i pierwszy, który utracił swoją "boską moc" stając się śmiertelnym.
Jest to prawdopodobnie postać legendarna a historia Driguma być może nawiązuje do prawdziwego faktu przejściowego pokonania dynastii z Jarlungu przez jakiegoś najeźdźcę. Imię Drigum oznacza "zabity przez brud". Poprzednich siedmiu królów Tybetu było nieśmiertelnymi półbogami, którzy zstępowali po linie z nieba, a kiedy wykonali swoje zadanie na ziemi, wracali po sznurze z powrotem do nieba "roztapiając się w nim jak tęcza". Koniuszy królewski Longam pragnął zabić zarozumiałego Driguma i w tym celu wyzwał króla na pojedynek, pod warunkiem że król zdejmie swoją magiczną zbroję, zapewniającą mu nieśmiertelność. Longam na grzbietach stu wołów umocował ostrza włóczni, a na ich grzbietach przywiązał worki z popiołem. Kiedy woły zaczęły walczyć ze sobą, z rozdartych worków podniosła się chmura popiołu. Pod tą osłoną i w zamieszaniu Longam zabił Driguma, a potem wypędził jego synów i przejął królestwo. Odtąd zabitego króla nazywano Grigum ("zabity mieczem"). Ostatecznie jednak synowie króla pomścili ojca i zasiedli na tronach królestw Jarlungu i Kongpo. Odtąd królowie Tybetu byli śmiertelnikami i byli chowani w grobowcach.